# Glijvlak

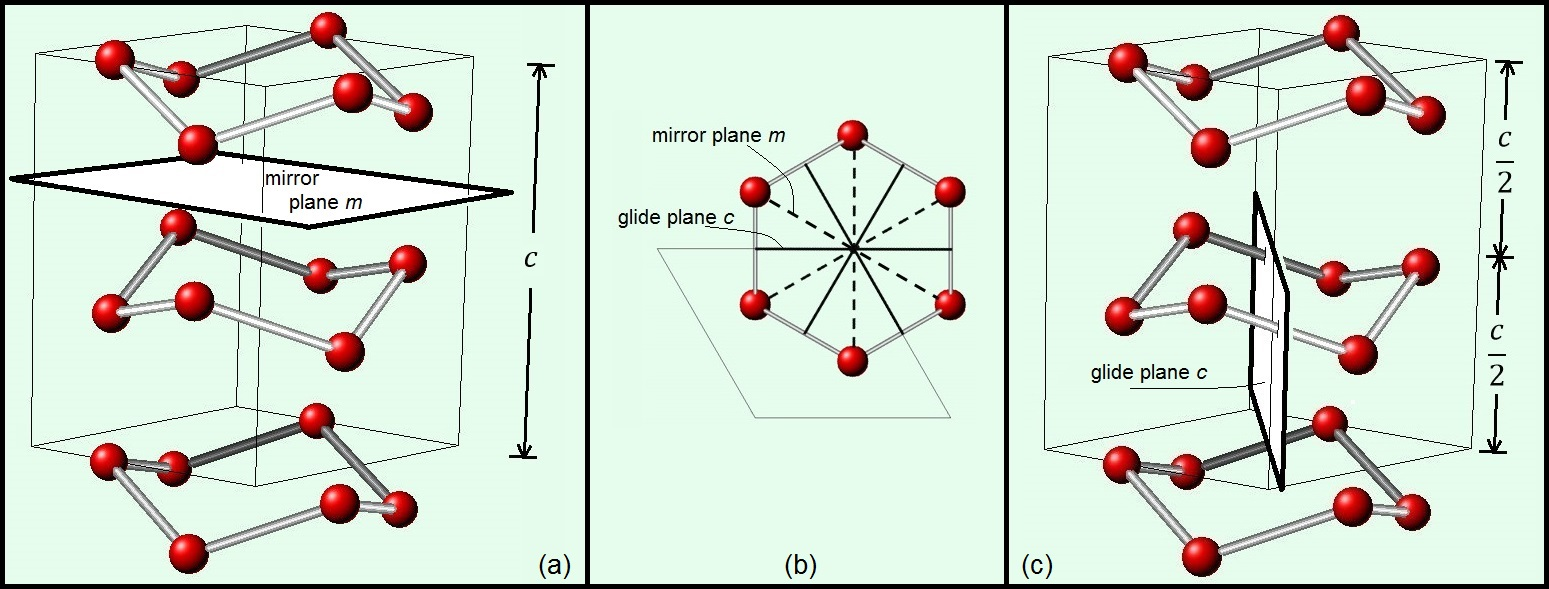
Glijvlak (c) en spiegelvlak (m) in hexagonaal ijs.

Een glijvlak of glijspiegelvlak is in de kristallografie een symmetrie-element dat bestaat uit een spiegelvlak gevolgd door een translatie evenwijdig met dat vlak.
Glijvlakken worden met {\displaystyle a,b} of {\displaystyle c} aangeduid, afhankelijk van de kristallografische as waarlangs de verschuiving plaatsvindt. Verder bestaan er {\displaystyle n}-glijvlakken, waarbij de verschuiving over de helft van de diagonaal van een zijvlak van de eenheidscel plaatsvindt, en {\displaystyle d}-glijvlakken, waarbij de verschuiving over een kwart van een diagonaal van een zijvlak of een kwart van een lichaamsdiagonaal van de eenheidscel plaatsvindt. De {\displaystyle d} staat voor diamant, omdat deze soort glijvlakken in de structuur van diamant voorkomen.

## Wiskundige benadering

### Notatie
Glijspiegelvlakken kunnen verschillende wijze worden weergegeven. De eerste manier is om de coördinaten {\displaystyle (x_{A},y_{A},z_{A})} van een willekeurig punt {\displaystyle A} te nemen en daarna weer te geven wat de coördinaten na de glijspiegeling zijn. In het geval van een spiegel loodrecht op de {\displaystyle y}-as met verschuiving langs de {\displaystyle z}-as wordt dat {\displaystyle (x_{A},-y_{A},z_{A}+{\tfrac {1}{2}})}. Een dergelijke bewerking wordt vaak ook geschreven als {\displaystyle \{m_{y}|00{\tfrac {1}{2}}\}}, te lezen als: spiegel loodrecht op de {\displaystyle y}-as, gevolgd door verschuiving over een halve eenheidsvector in de {\displaystyle z}-richting. Het is ook mogelijk de bewerking te schrijven als een 4x4-matrix.

### Meetkunde
Geometrisch gezien is een glijvakbewerking, glijspiegeling, een type isometrie in de euclidische ruimte, waarbij een combinatie van een spiegeling en een translatie optreedt. De volgorde waarin de combinatie plaatsvindt doet er niet toe, het resultaat is hetzelfde. Alleen een spiegeling kan afhankelijk van de context soms ook als een glijvakbewerking worden beschouwd, waarbij de translatie gelijk is aan de nulvector.
Een glijvakbewerking is een van de drie soorten indirecte isometrieën in de driedimensionale ruimte.
De isometriegroep die door een glijvakbewerking wordt geschapen is een oneindige cyclische groep. Een combinatie van twee gelijke glijvlak-bewerkings is een translatie met een translatievector die twee keer de lengte heeft van de glijvakbewerking. Even aantallen glijvlak-bewerkings vormen daarom een translatiegroep.

### Symmetrie
Bij glijvaksymmetrie is de symmetriegroep van een materiaal een glijvakbewerking. Voor elke symmetriegroep waarbij glijvaksymmetrie voorkomt geldt dat de translatievector van elke glijvakbewerking de helft is van een element van de translatiegroep. Als de translatievector van een glijvakbewerking zelf een element van de translatiegroep vormt, zal de glijvaksymmetrie slechts een combinatie zijn van spiegelsymmetrie en translatiesymmetrie.